# 葛竹坪镇
葛竹坪镇，是中华人民共和国湖南省怀化市溆浦县下辖的一个乡镇级行政单位。

## 行政区划
葛竹坪镇下辖以下地区：
回龙社区、旗形村、杳竹山村、楠木冲村、卯禾田村、里木墩村、蒲家山村、方竹山村、老院子村、岚水江村、福江村、福泉村、新桥村、横路村、鹿洞村、洞上村、山背村、金石村、阳桥村、天星村、白坪村、夏兴村、步鳌村和福坪村。